# Neknang
Neknang is een bestuurslaag in het regentschap Bangka van de provincie Bangka-Belitung, Indonesië. Neknang telt 1877 inwoners (volkstelling 2010).